# Nosači zrakoplova klase Kijev
Klasa Kijev (Projekt 1143) je klasa sovjetskih lakih nosača zrakoplova. Od 1970. do 1982. u brodogradilištu "Južni Nikolajev" izgrađena su četiri nosača: Kijev, Minsk, Novorosijsk i Gorškov (izmijenjen). Osim Gorškova koji se danas nalazi u sastavu indijske ratne mornarice pod imenom INS Vikramaditya, preostala tri nosača iz operativne uporabe povučeni su 1993. te prodani. 
S tim brodovima sovjetska je ratna mornarica dobila prve nosače zrakoplova te je ujedno na njihovoj osnovi nastavila razvoj koji je na kraju rezultirao gradnjom i uvođenjem u operativnu uporabu nosača klase Kuznjecov.

## Razvoj
Nakon što su se krstarice klase Moskva, unatoč nekim nedostacima, pokazale kao uporabljivi brodovi, osobito u protupodmorničkoj borbi, čelništvo sovjetske ratne mornarice dobilo je dopuštenje da pokrene još kompleksnije projekt - gradnju lakih nosača zrakoplova.
Tako je u drugoj polovici šezdesetih godina prošlog stoljeća počeo rad na Projektu 1143, dotad daleko najvećem brodu koji će se izgraditi u sovjetskim brodogradilištima. Potpuno poštujući tradiciju započetu na klasi Moskva, na ovom su projektu sovjetski projektanti otišli korak dalje napravivši ratni brod s dotad neviđenom kombinacijom naoružanja, koja do danas nije premašena i vjerojatno nikada neće biti.
Iako se radilo o lakim nosačima zrakoplova, iz čisto političkih razloga dodijeljena im je oznaka taktičkih krstarica s mogućnošću nošenja zrakoplova. Projekt 1143 trebao je dokazati da su sovjetski projektanti i brodograditelji ovladali tehnologijama koje omogućavaju gradnju nosača zrakoplova, te pripremiti sovjetsku ratnu mornaricu na uvođenje velikih nosača zrakoplova. Zbog toga su bili bitno drugačije koncipirani od krstarica klase Moskva.
Umjesto velike krmene platforme primjerene prihvatu helikoptera, nosači klase Kijev su dobili klasičnu letnu palubu sposobnu za prihvat borbenih aviona s mogućnošću okomitog uzlijetanja i slijetanja. Projektanti su uz to na pramcu i velikom nadgrađu našli dovoljno prostora za smještaj raznolikog protubrodskog, protupodmorničkog i protuzračnog oružja.

### Brodovi
Kobilica za prvi nosač ove klase - Kijev položena je 21. srpnja 1970. u brodogradilištu "Južni Nikolajev" (Brodogradilište 444) u kojem će izgraditi i sve ostale nosače te klase. Kijev je porinut po nekim izvorima 26., a po drugim 27. prosinca 1972. Nakon dvije i pol godine opremanja u operativnu je uporabu primljen 3. siječnja 1975. u sastav Sjeverne flote, čiji su brodovi uglavnom djelovali na Atlantiku. Nakon višestrukih kvarova na pogonskom sustavu iz operativne je uporabe povučen 30. lipnja 1993. Iako su ga odredili za rezanje u svibnju 2000., Kiev je prodan jednoj kineskoj tvrtki koja je od njega napravila veliku turističku atrakciju.
Gradnja nosača Minsk započela je 29. prosinca 1972. na istom navozu na kojem je građen i Kijev. Minsk je porinut 30. rujna 1975., a u operativnu je uporabu primljen 28. rujna 1978. Minsk je ušao u sastav Pacifičke flote u kojoj je ostao sve do kraja svoje operativne službe u lipnju 1993. Iako je 1995. prodan jednom rezalištu u Južnoj Koreji, naknadno je preprodan Kinezima te danas, kao i Kijev, služi u turističke svrhe kao ploveći muzej.
Gradnja nosača Novorosijsk započela je odmah nakon porinuća Minska 30. rujna 1975. Porinut je 24. prosinca 1978., te je nakon opremanja u operativnu uporabu primljen 12. rujna 1982. Kao i nosač Minsk i Novorosijsk je ušao u sastav sovjetske Pacifičke flote. I on je iz operativne uporabe povučen u lipnju 1993., te je zajedno s Minskom prodan u južnokorejsko rezalište. Kako za Novorosijsk Kinezi nisu pokazali zanimanje, 18. siječnja 1996. otpremljen je u rezalište gdje je u razrezan.
U međuvremenu su sovjetski stručnjaci na osnovi Projekta 1143 napravili unaprijeđen Projekt 1143,4 po kojem je izgrađen nosač Gorškov. Iz operativne je uporabe povučen 1996. te prodan Indiji koja ga potpuno rekonstruiranog planira uvesti u uporabu 2012.

## Opis
Iako zapadna literatura nosače klase Kijev ponekad uspoređuje s britanskim lakim nosačima klase Invincible, sličnost između te dvije klase tek je koncepcijska, jer su obje u osnovni namijenjene protupodmorničkoj borbi. I tu sva sličnost prestaje. Osim što nosači klase Kijev imaju duplo veću istisninu od nosača klase Invincible i daleko su bolje naoružani od svojih britanskih protivnika.
Kako su s nosača klase Kijev trebali djelovati avioni s okomitim uzlijetanjem i slijetanjem, projektanti su morali osigurati dovoljno veliku poletno-sletnu palubu. Zbog toga je cijeli lijevi bok broda namijenjen za smještaj poletno-sletne staze na kojoj je osigurano osam položaja za slijetanje i polijetanje helikoptera. Staza je bila zakošena u lijevo, kao kod suvremenih američkih nosača zrakoplova. Mjesto za slijetanje i polijetanje aviona osigurano je na zadnjem krmenom položaju. Na desni je bok postavljen masivni zapovjedni otok, a na krmenom je dijelu ostavljen prostor za opskrbu aviona i helikoptera. Za prebacivanje aviona i helikoptera iz hangara na palubu i natrag u hangar projektanti su osigurali dva dizala različite veličine. Ono veće, dimenzija 19x10 m smjestili su otprilike na sredini broda. Manje dizalo, dimenzija 19x5 m, projektanti su smjestili odmah iza zapovjednog otoka. Uz pomoć tih dizala s palube se stizalo u hangar u koji je stalo do 35 letjelica. 
Zrakoplovna grupa sastojala se od borbenih aviona Jak-38 (najčešće 12 komada), te protupodmorničkih helikoptera Ka-27 (najčešće 18 komada) i Ka-25 (3 komada). Za te je zrakoplove u brodskim spremnicima osiguran prostor za smještaj čak 1200 tona goriva.
Zbog njihove specifične siluete nosače zrakoplova klase Kiev bilo je vrlo lako prepoznati, te zapravo i nije postojala mogućnost da ih se zamijeni za neku drugu klasu. Brodovi građeni po Projektu 1134 bili su dugački preko svega 273,7 m (249,5 m na vodenoj crti). Širina trupa na vodenoj crti bila im je 32,7 m, a maksimalna širina palube 53 m. Pri standardnoj istisnini gaz im je bio 9,5 m, a pri punoj narastao bi na 12 metara. Nosači izgrađeni po Projektu 1143 Krečjet imali su standardnu istisninu 36 576, te punu 43 500 tona.
Iako je glavna zadaća nosača klase Kijev bila protupodmornička borba, te su stoga uglavnom rabili helikoptere, projektanti su ipak odlučili ugraditi dovoljno snažan pogon koji je omogućio vršnu brzinu od čak 32 čvora. Ta je odluka tim čudnija jer brzina nosača nije utjecala ni na manevar uzlijetanja aviona Jak-38, koji su zbog specifičnosti svoje konstrukcije morali uzlijetati okomito. Da bi se osigurala dovoljna snaga za postizanje tako visoke vršne brzine moralo se ugraditi pogonski sustav koji se sastojao od 8 parnih kotlova loženih naftom, koji su parom napajali četiri velike parne turbine. Svaka je turbina pokretala jedan brodski vijak. Ukupna snaga pogonskog postrojenja bila je 200 000 KS. U brodske je spremnike stalo 7000 tona nafte, što je bilo dovoljno da se pri brzini krstarenja od 18 čvorova preplovi 13 000 nautičkih milja.

Na nosače klase Kijev ukrcavala se posada od 1200 časnika i mornara, te još 400 članova zrakoplovne skupine.

## Naoružanje

### Zrakoplovna skupina
Praksa je pokazala da je Jak-38 bio uporabljiv isključivo za izvidničke zadaće, jer su mu odlike u zračnoj borbi bile katastrofalne, neusporedivo lošije od tadašnjih američkih palubnih lovaca. Bez obzira na to sovjetskoj mornarici omogućio je da stekne uvid u sve probleme uporabe aviona na nosačima.
Za protupodmorničku borbu, ali i za navođenje protubrodskih vođenih projektila, na nosačima klase Kijev rabljeni su helikopteri Ka-27. Za protupodmorničku borbu mogu ga naoružati jednim lakim vođenim torpedom ili raketnim torpedom, do deset nevođenih dubinskih bombi PLAB 250-120 ili do dvije velike dubinske bombe OMAB. Najubojitiji torpedo je APR-2E namijenjen uporabi s helikoptera i aviona. Iako su se pokazali uspješnima u svojim zadaćama, nosači klase Kijev su ukrcavali i starije helikoptere Ka-25. 

### Protuzračna obrana
Protuzračno naoružanje na nosačima Kijev i Minsk sastojalo se od dva dvostruka lansera PZO raketnog sustava 4K60 Štorm (SA-N-3) i dva dvostruka lansera PZO raketnog sustava (SA-N-4). Za navođenje na ciljeve služio je radarski sustav Grom (Head Lights) koji se sastojao od dvije okrugle antene promjera 4 m smještene jedna pored druge i dvije okrugle antene promjera 1,8 m smještene iznad njih. Još jedna mala okrugla antena smještena je između dvije velike. Cijeli se sustav pokretao po polusferi. Najveći domet bio mu je 60 km i mogao je pratiti ciljeve u rasponu visine od 100 do 25 000 metara. Na nosačima klase Kijev uz svaki je lanser postavljen po jedan sustav Grom, prvi na prednjem dijelu zapovjednog mosta, odmah iza zapovjednog mosta. Drugi je postavljen na stražnji dio zapovjednog otoka, odmah iza dimnjaka.
Nosači Kijev i Minsk dobili su dva dvostruka lansera PZO raketnog sustava Osa-M (SA-N-4 Gecko). Dvostruki je lanser standardno opremljen s 20 raketa. Posebnost lansera je da se prije lansiranja prvo mora podići iz spremišta.

## Vanjske poveznice
- Globalsecurity.org
- Fas.org  Arhivirana inačica izvorne stranice od 2. siječnja 2010. (Wayback Machine)